# Nördlicher Talschwarzwald bei Oppenau
Nördlicher Talschwarzwald bei Oppenau este o arie protejată (arie specială de conservare — SAC, sit de importanță comunitară — SCI) din Germania întinsă pe o suprafață de 330,9 ha, integral pe uscat.

## Localizare
Centrul sitului Nördlicher Talschwarzwald bei Oppenau este situat la coordonatele 48°29′12″N 8°11′59″E / 48.4867°N 8.1997°E.

## Înființare
Situl Nördlicher Talschwarzwald bei Oppenau a fost declarat sit de importanță comunitară în ianuarie 2005 pentru a proteja 2 specii de animale. Situl a fost protejat și ca arie specială de conservare în ianuarie 2019.

## Biodiversitate
Situată în ecoregiunea continentală, aria protejată conține 10 habitate naturale: Cursuri de apă de la nivel de câmpie la nivel montan, cu vegetație Ranunculion fluitantis și Callitricho-Batrachion, Pajiști uscate europene, Formațiuni ierboase bogate în specii de Nardus, dezvoltate pe substraturi silicioase în zone montane (și în zone submontane, în Europa continentală), Liziere de ierburi înalte hidrofile de câmpie și de nivel montan până la alpin, Fânețe de joasă altitudine (Alopecurus pratensis, Sanguisorba officinalis), Fânețe montane, Grohotișuri silicioase medio-europene, la altitudine înaltă, Pante stâncoase silicioase cu vegetație casmofită, Păduri pe pante, grohotișuri și ravene de Tilio-Acerion, Păduri aluvionare cu Alnus glutinosa și Fraxinus excelsior (Alno-Padion, Alnion incanae, Salicion albae).
La baza desemnării sitului se află mai multe specii protejate de  nevertebrate (2): Austropotamobius torrentium, phengaris nausithous (Maculinea nausithous).